# Jean-Pierre Marielle

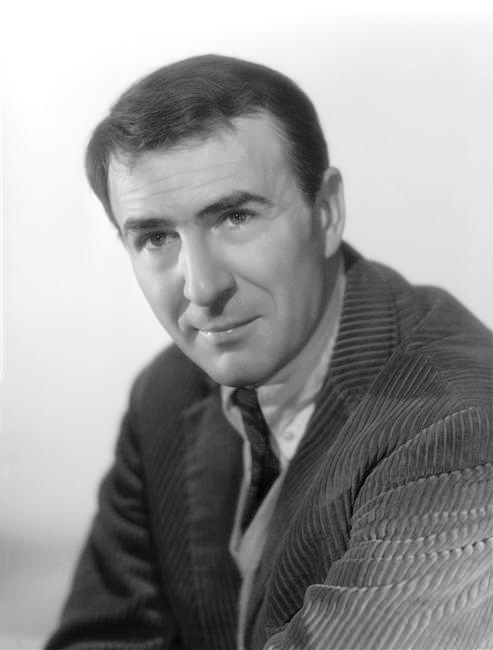
Jean-Pierre Marielle în 1953

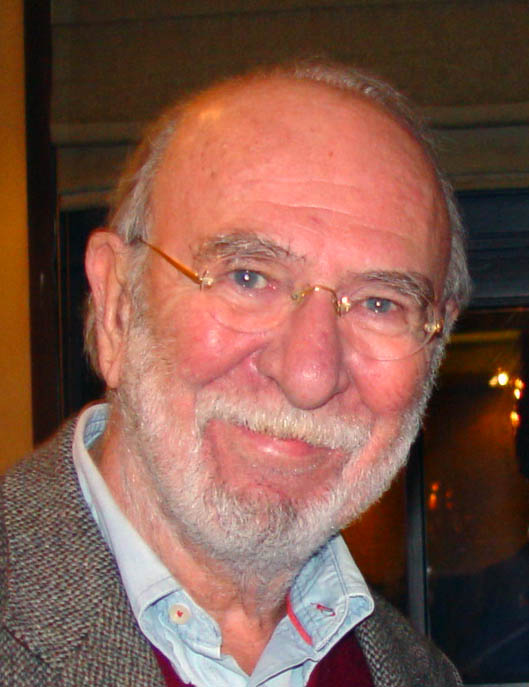
Jean-Pierre Marielle în 2006

Jean-Pierre Marielle (n. 12 aprilie 1932, Paris, Île-de-France, Franța – d. 24 aprilie 2019, Saint-Cloud, Île-de-France, Franța) a fost un actor francez de film.

## Filmografie selectivă
- 1957 Marea cacealma (Le Grand Bluff), regia Patrice Dally

- 1962 Climate (Climats), regia Stellio Lorenzi
- 1963 Coajă de banană (Peau de banane), regia Marcel Ophüls
- 1964 Aruncați banca în aer (Faites sauter la banque!), regia Jean Girault
- 1964 Relaxează-te, dragă! (Relaxe-toi chérie), regia Jean Boyer
- 1964 Un domn de companie (Un monsieur de compagnie), regia Philippe de Broca
- 1964 Week-end la Zuydcoote (Week-end à Zuydcoote), regia Henri Verneuil
- 1965 Escroc fără voie (Monnaie de singe), regia Yves Robert
- 1966 Un derbedeu tandru (Tendre Voyou), regia Jean Becker
- 1968 Omul din Buick (L'Homme à la Buick), regia Gilles Grangier
- 1969 Femeile (Les Femmes), regia Jean Aurel
- 1969 Capcană pentru bani (Le Diable par la queue), regia Philippe de Broca

- 1970 Capriciile Mariei (Les Caprices de Marie), regia Philippe de Broca
- 1971 Fără un mobil aparent (Sans mobile apparent), regia Philippe Labro
- 1971 Mirii anului II (Les Mariés de l'an II), regia Jean-Paul Rappeneau
- 1971 Patru „alunițe” de catifea gri (Quattro mosche di velluto grigio), regia Dario Argento
- 1973 Valiza (La Valise), regia Georges Lautner
- 1973 Charlie și cele două fete ale sale (Charlie et ses deux nénettes), regia Joël Séria
- 1974 Cum să reușești când ești prost și plângăreț (Comment réussir quand on est con et pleurnichard), regia Michel Audiard
- 1974 Spune-mi că mă iubești (Dis-moi que tu m'aimes), regia Michel Boisrond
- 1975 Les Galettes de Pont-Aven, regia Joël Séria
- 1976 Aleargă după mine ca să te prind (Cours après moi que je t'attrape), regia Robert Pouret
- 1976 On aura tout vu Georges Lautner
- 1976 Calmos, regia Bertrand Blier
- 1977 Un moment d'égarement, regia Claude Berri
- 1979 Zi-i înainte, mă interesează (Cause toujours... tu m'intéresses !), regia Édouard Molinaro

- 1980 Impostori și păguboși (L'Entourloupe), regia Gérard Pirès
- 1981 Curățenie la sânge (Coup de torchon), regia Bertrand Tavernier
- 1982 Indiscreția (L'Indiscrétion), regia Pierre Lary
- 1982 Niciodată înainte de căsătorie (Jamais avant le mariage), regia Daniel Ceccaldi
- 1983 Semne evidente de bogăție (Signes extérieurs de richesse), regia Jacques Monnet
- 1984 Parteneri (Partenaires), regia Claude d'Anna
- 1985 Dragoste pe tăcute (L'Amour en douce), regia Édouard Molinaro
- 1985 Jaful (Hold-up), regia Alexandre Arcady
- 1986 Tenue de soirée (Tenue de soirée), regia Bertrand Blier
- 1987 Moartea vine în aprilie (Les mois d'avril sont meurtriers), regia Laurent Heynemann

- 1990 Uranus, regia Claude Berri
- 1991 Toate diminețile lumii (Tous les matins du monde), regia Alain Corneau
- 1993 Unu, doi, trei la perete (Un, deux, trois, soleil), regia Bertrand Blier
- 1994 Parfumul Yvonei (Le Parfum d'Yvonne), regia Patrice Leconte
- 1994 Zâmbetul (Le Sourire), regia Claude Miller
- 1996 Seniorii scenei (Les Grands Ducs), regia Patrice Leconte
- 1996 Elevul (L'Élève), regia Olivier Schatzky

- 2000 Una pentru toate (Une pour toutes), regia Claude Lelouch
- 2000 Actorii (Les Acteurs), regia Bertrand Blier
- 2003 Micuța Lili (La Petite Lili), regia Claude Miller
- 2003 Mâine ne mutăm (Demain on déménage), regia Chantal Akerman
- 2006 Codul lui Da Vinci (Da Vinci Code), regia Ron Howard
- 2007 Ce que mes yeux ont vu, regia Laurent de Bartillat
- 2009 Micmacs à tire-larigot, regia Jean-Pierre Jeunet

- 2013 Max, regia Stéphanie Murat